# Campionato mondiale maschile di hockey su pista Barcellona 2019
Il Campionato del Mondo 2019 è stata la 44ª edizione del campionato del mondo di hockey su pista; la manifestazione è stata disputata in Spagna a Barcellona e Vilanova i la Geltrú. Il torneo ha avuto inizio il 7 e si è concluso il 14 luglio 2019.
A vincere il titolo è stata il Portogallo per la sedicesima volta nella sua storia sconfiggendo in finale l'Argentina.

## World Championship

### Squadre partecipanti
| Squadra    | Confederazione | Qualificazione                     | Partecipazioni precedenti al torneo |
| ---------- | -------------- | ---------------------------------- | --- |
| Angola     | WS Africa      | 1ª al Campionato africano 2019     | 18 (1982, 1986, 1988, 1989, 1991, 1993, 1995, 1997, 1999, 2001, 2003, 2005, 2007, 2009, 2011, 2013, 2015, 2017) |
| Argentina  | WS America     | 1ª al Campionato panamericano 2018 | 30 (1960, 1962, 1964, 1966, 1968, 1970, 1972, 1974, 1976, 1978, 1980, 1982, 1984, 1986, 1988, 1989, 1991, 1993, 1995, 1997, 1999, 2001, 2003, 2005, 2007, 2009, 2011, 2013, 2015, 2017)                                                                               |
| Cile       | WS America     | 2ª al Campionato panamericano 2018 | 24 (1954, 1955, 1962, 1966, 1970, 1972, 1978, 1980, 1982, 1984, 1986, 1989, 1991, 1995, 1999, 2001, 2003, 2005, 2007, 2009, 2011, 2013, 2015, 2017) |
| Colombia   | WS America     | 3ª al Campionato panamericano 2018 | 11 (1980, 1982, 1989, 1997, 2003, 2007, 2009, 2011, 2013, 2015, 2017) |
| Francia    | WS Europe      | 4ª al Campionati europeo 2018      | 33 (1936, 1939, 1947, 1948, 1949, 1950, 1951, 1952, 1953, 1954, 1955, 1956, 1958, 1960, 1970, 1974, 1976, 1980, 1982, 1986, 1993, 1995, 1997, 1999, 2001, 2003, 2005, 2007, 2009, 2011, 2013, 2015, 2017)                                                             |
| Italia     | WS Europe      | 3ª al Campionati europeo 2018      | 43 (1936, 1939, 1947, 1948, 1949, 1950, 1951, 1952, 1953, 1954, 1955, 1956, 1958, 1960, 1962, 1964, 1966, 1968, 1970, 1972, 1974, 1976, 1978, 1980, 1982, 1984, 1986, 1988, 1989, 1991, 1993, 1995, 1997, 1999, 2001, 2003, 2005, 2007, 2009, 2011, 2013, 2015, 2017) |
| Portogallo | WS Europe      | 2ª al Campionati europeo 2018      | 43 (1936, 1939, 1947, 1948, 1949, 1950, 1951, 1952, 1953, 1954, 1955, 1956, 1958, 1960, 1962, 1964, 1966, 1968, 1970, 1972, 1974, 1976, 1978, 1980, 1982, 1984, 1986, 1988, 1989, 1991, 1993, 1995, 1997, 1999, 2001, 2003, 2005, 2007, 2009, 2011, 2013, 2015, 2017) |
| Spagna     | WS Europe      | 1ª al Campionati europeo 2018      | 41 (1947, 1948, 1949, 1950, 1951, 1952, 1953, 1954, 1955, 1956, 1958, 1960, 1962, 1964, 1966, 1968, 1970, 1972, 1974, 1976, 1978, 1980, 1982, 1984, 1986, 1988, 1989, 1991, 1993, 1995, 1997, 1999, 2001, 2003, 2005, 2007, 2009, 2011,2013, 2015, 2017)              |

Nota bene: nella sezione "partecipazioni precedenti al torneo" le date in grassetto indicano la squadra che ha vinto quell'edizione del torneo

### Svolgimento del torneo

#### Prima fase

##### Girone A
| Pos. | Squadra | Pt | G | V | N | P | GF | GS | DR |
| ---- | ------- | -- | - | - | - | - | -- | -- | -- |
| 1.   | Spagna  | 9  | 3 | 3 | 0 | 0 | 14 | 6  | +8 |
| 2.   | Francia | 4  | 3 | 1 | 1 | 1 | 8  | 8  | 0  |
| 3.   | Italia  | 3  | 3 | 1 | 0 | 2 | 10 | 13 | -3 |
| 4.   | Angola  | 1  | 3 | 0 | 1 | 2 | 9  | 14 | -5 |

| Data     | Ora        | Gara    | Gara | Gara    |
| -------- | ---------- | ------- | ---- | ------- |
| 6 luglio | 18:00 CEST | Angola  | 4-5  | Italia  |
| 6 luglio | 22:00 CEST | Spagna  | 3-1  | Francia |
| 8 luglio | 12:00 CEST | Francia | 3-3  | Angola  |
| 8 luglio | 20:00 CEST | Italia  | 3-5  | Spagna  |
| 9 luglio | 16:00 CEST | Italia  | 2-4  | Francia |
| 9 luglio | 20:00 CEST | Angola  | 2-6  | Spagna  |

##### Girone B
| Pos. | Squadra    | Pt | G | V | N | P | GF | GS | DR  |
| ---- | ---------- | -- | - | - | - | - | -- | -- | --- |
| 1.   | Argentina  | 7  | 3 | 2 | 1 | 0 | 17 | 4  | +13 |
| 2.   | Portogallo | 7  | 3 | 2 | 1 | 0 | 18 | 7  | +11 |
| 3.   | Cile       | 3  | 3 | 1 | 0 | 2 | 10 | 21 | -11 |
| 4.   | Colombia   | 0  | 3 | 0 | 0 | 3 | 6  | 19 | -13 |

| Data     | Ora        | Gara       | Gara | Gara       |
| -------- | ---------- | ---------- | ---- | ---------- |
| 7 luglio | 16:00 CEST | Cile       | 2-9  | Argentina  |
| 7 luglio | 20:00 CEST | Portogallo | 8-2  | Colombia   |
| 8 luglio | 14:00 CEST | Colombia   | 3-4  | Cile       |
| 8 luglio | 22:00 CEST | Argentina  | 1-1  | Portogallo |
| 9 luglio | 18:00 CEST | Cile       | 4-9  | Portogallo |
| 9 luglio | 22:00 CEST | Argentina  | 7-1  | Colombia   |

#### Barrages
| Data      | Ora | Gara     | Gara | Gara      |
| --------- | --- | -------- | ---- | --------- |
| 10 luglio |     | Angola   | 6-1  | Mozambico |
| 10 luglio |     | Colombia | 6-5  | Svizzera  |

#### Tabellone fase finale
|  | Quarti di finale | Quarti di finale | Quarti di finale |           |           | Semifinali | Semifinali | Semifinali |           |           | Finale    | Finale          | Finale          |                 |           |
|  |                  |                  |                  |           |           |            |            |            |           |           |           |                 |                 |                 |           |
|  | 11 luglio        |                  |                  |           |           |            |            |            |           |           |           |                 |                 |                 |           |
|  | A1               | Spagna           | 9                |           |           |            |            |            |           |           |           |                 |                 |                 |           |
|  | B4               | Colombia         | 0                |           |           | 12 luglio  | 12 luglio  | 12 luglio  | 12 luglio | 12 luglio |           |                 |                 |                 |           |
|  |                  |                  |                  |           | A1        | Spagna     | 2          |            |           |           |           |                 |                 |                 |           |
|  | 11 luglio        | 11 luglio        | 11 luglio        | 11 luglio |           | B2         | Portogallo | 4          |           |           |           |                 |                 |                 |           |
|  | B2               | Portogallo       | 5 (2)            |           |           |            |            |            |           |           |           |                 |                 |                 |           |
|  | A3               | Italia           | 5 (0)            |           |           |            |            |            |           |           | 14 luglio | 14 luglio       | 14 luglio       | 14 luglio       | 14 luglio |
|  |                  |                  |                  |           |           |            |            |            |           |           | B2        | Portogallo      | 0 (2)           |                 |           |
|  | 11 luglio        | 11 luglio        | 11 luglio        | 11 luglio | 11 luglio |            |            |            |           |           | B1        | Argentina       | 0 (1)           |                 |           |
|  | B1               | Argentina        | 6                |           |           |            |            |            |           |           |           |                 |                 |                 |           |
|  | A4               | Angola           | 0                |           |           | 12 luglio  | 12 luglio  | 12 luglio  | 12 luglio | 12 luglio |           | Finale 3º posto | Finale 3º posto | Finale 3º posto |           |
|  |                  |                  |                  |           | B1        | Argentina  | 3          |            | 14 luglio | 14 luglio | 14 luglio | 14 luglio       | 14 luglio       |                 |           |
|  | 11 luglio        | 11 luglio        | 11 luglio        | 11 luglio |           | A2         | Francia    | 0          |           |           | A1        | Spagna          | 5               |                 |           |
|  | A2               | Francia          | 5                |           |           |            |            |            |           | A2        | Francia   | 0               |                 |                 |           |
|  | B3               | Cile             | 4                |           |           |            |            |            |           |           |           |                 |                 |                 |           |

##### Finale
| Arbitri: | Sergi Mayor Oscar Valverde |

|                |                      |                |
| Alves Nunes    | Tiri di rigore 2 – 1 | Nicolía        |
| Renato Garrido | Allenatori           | José Luis Páez |

#### Tabellone 5º/8º posto
|  | Semifinali | Semifinali | Semifinali |        |        | Finale 5º posto | Finale 5º posto | Finale 5º posto |  |
|  |            |            |            |        |        |                 |                 |                 |  |
|  | B4         | Colombia   | 5          |        |        |                 |                 |                 |  |
|  | B4         | Colombia   | 5          |        |        |                 |                 |                 |  |
|  | A3         | Italia     | 8          |        |        |                 |                 |                 |  |
|  | A3         | Italia     | 8          |        | Italia | Italia          | 6               |                 |  |
|  |            |            |            |        | Italia | Italia          | 6               |                 |  |
|  |            |            | Angola     | Angola | 4      |                 |                 |                 |  |
|  | A4         | Angola     | Angola     | Angola | 4      | 7               |                 |                 |  |
|  | A4         | Angola     |            |        |        | 7               |                 |                 |  |
|  | B3         | Cile       | 4          |        |        | Finale 7º posto | Finale 7º posto | Finale 7º posto |  |
|  | B3         | Cile       | 4          |        |        |                 |                 |                 |  |
|  |            |            |            |        |        |                 |                 |                 |  |
|  |            |            |            |        |        | Colombia        | Colombia        | 8               |  |
|  |            |            |            |        |        | Colombia        | Colombia        | 8               |  |
|  |            |            |            |        |        | Cile            | Cile            | 11              |  |

## Intercontinental Cup

### Squadre partecipanti
| Squadra     | Confederazione | Qualificazione                     | Partecipazioni precedenti al torneo                                                     |
| ----------- | -------------- | ---------------------------------- | --------------------------------------------------------------------------------------- |
| Andorra     | WS Europe      | 6ª al campionato europeo 2018      | 6 (1990, 1992, 1996, 1998, 2002, 2004)                                                  |
| Australia   | WS Oceania     | 1ª al Campionato asiatico 2018     | 14 (1984, 1986, 1988, 1990, 1992, 1994, 1996, 1998, 2000, 2002, 2004, 2006, 2008, 2010) |
| Brasile     | WS America     | 4ª al Campionato panamericano 2018 | 1 (1990)                                                                                |
| Germania    | WS Europe      | 7ª al campionato europeo 2018      | 1 (1986)                                                                                |
| Egitto      | WS Africa      | 3ª al Campionato africano 2019     | 6 (2006, 2008, 2010, 2012, 2014, 2017)                                                  |
| Inghilterra | WS Europe      | 8ª al campionato europeo 2018      | 11 (1984, 1988, 1990, 1992, 1996, 1998, 2000, 2002, 2004, 2012, 2014)                   |
| Mozambico   | WS Africa      | 2ª al Campionato africano 2019     | 7 (1986, 1990, 1992, 1994, 1996, 1998, 2006)                                            |
| Svizzera    | WS Europe      | 5ª al campionato europeo 2018      | 2 (1988, 1990)                                                                          |

Nota bene: nella sezione "partecipazioni precedenti al torneo" le date in grassetto indicano la squadra che ha vinto quell'edizione del torneo

### Svolgimento del torneo

#### Prima fase

##### Girone A
| Pos. | Squadra     | Pt | G | V | N | P | GF | GS | DR  |
| ---- | ----------- | -- | - | - | - | - | -- | -- | --- |
| 1.   | Mozambico   | 9  | 3 | 3 | 0 | 0 | 25 | 6  | +19 |
| 2.   | Andorra     | 6  | 3 | 2 | 0 | 1 | 13 | 7  | +6  |
| 3.   | Inghilterra | 3  | 3 | 1 | 0 | 2 | 18 | 11 | +7  |
| 4.   | Egitto      | 0  | 3 | 0 | 0 | 3 | 4  | 36 | -32 |

| Data     | Ora | Gara        | Gara | Gara        |
| -------- | --- | ----------- | ---- | ----------- |
| 7 luglio |     | Andorra     | 4-3  | Inghilterra |
| 7 luglio |     | Mozambico   | 16-2 | Egitto      |
| 8 luglio |     | Egitto      | 1-8  | Andorra     |
| 8 luglio |     | Inghilterra | 3-6  | Mozambico   |
| 9 luglio |     | Inghilterra | 12-1 | Egitto      |
| 9 luglio |     | Andorra     | 1-3  | Mozambico   |

##### Girone B
| Pos. | Squadra   | Pt | G | V | N | P | GF | GS | DR  |
| ---- | --------- | -- | - | - | - | - | -- | -- | --- |
| 1.   | Svizzera  | 9  | 3 | 3 | 0 | 0 | 25 | 5  | +20 |
| 2.   | Germania  | 6  | 3 | 2 | 0 | 1 | 23 | 8  | +15 |
| 3.   | Brasile   | 3  | 3 | 1 | 0 | 2 | 10 | 16 | -6  |
| 4.   | Australia | 0  | 3 | 0 | 0 | 3 | 3  | 32 | -29 |

| Data     | Ora | Gara      | Gara | Gara      |
| -------- | --- | --------- | ---- | --------- |
| 7 luglio |     | Germania  | 6-3  | Brasile   |
| 7 luglio |     | Svizzera  | 12-1 | Australia |
| 8 luglio |     | Australia | 0-16 | Germania  |
| 8 luglio |     | Brasile   | 3-8  | Svizzera  |
| 9 luglio |     | Germania  | 1-5  | Svizzera  |
| 9 luglio |     | Brasile   | 4-2  | Australia |

#### Tabellone fase finale
|  | Quarti di finale | Quarti di finale | Quarti di finale |           |           | Semifinali | Semifinali | Semifinali |           |           | Finale    | Finale          | Finale          |                 |           |
|  |                  |                  |                  |           |           |            |            |            |           |           |           |                 |                 |                 |           |
|  | 11 luglio        |                  |                  |           |           |            |            |            |           |           |           |                 |                 |                 |           |
|  | A1               | Mozambico        | 23               |           |           |            |            |            |           |           |           |                 |                 |                 |           |
|  | B4               | Australia        | 3                |           |           | 12 luglio  | 12 luglio  | 12 luglio  | 12 luglio | 12 luglio |           |                 |                 |                 |           |
|  |                  |                  |                  |           | A1        | Mozambico  | 7          |            |           |           |           |                 |                 |                 |           |
|  | 11 luglio        | 11 luglio        | 11 luglio        | 11 luglio |           | B2         | Germania   | 5          |           |           |           |                 |                 |                 |           |
|  | B2               | Germania         | 4                |           |           |            |            |            |           |           |           |                 |                 |                 |           |
|  | A3               | Inghilterra      | 1                |           |           |            |            |            |           |           | 13 luglio | 13 luglio       | 13 luglio       | 13 luglio       | 13 luglio |
|  |                  |                  |                  |           |           |            |            |            |           |           | A1        | Mozambico       | 4               |                 |           |
|  | 11 luglio        | 11 luglio        | 11 luglio        | 11 luglio | 11 luglio |            |            |            |           |           | A2        | Andorra         | 3               |                 |           |
|  | B1               | Svizzera         | 8                |           |           |            |            |            |           |           |           |                 |                 |                 |           |
|  | A4               | Egitto           | 1                |           |           | 12 luglio  | 12 luglio  | 12 luglio  | 12 luglio | 12 luglio |           | Finale 3º posto | Finale 3º posto | Finale 3º posto |           |
|  |                  |                  |                  |           | B1        | Svizzera   | 3          |            | 13 luglio | 13 luglio | 13 luglio | 13 luglio       | 13 luglio       |                 |           |
|  | 11 luglio        | 11 luglio        | 11 luglio        | 11 luglio |           | A2         | Andorra    | 4          |           |           | B2        | Germania        | 4               |                 |           |
|  | A2               | Andorra          | 9                |           |           |            |            |            |           | B1        | Svizzera  | 7               |                 |                 |           |
|  | B3               | Brasile          | 3                |           |           |            |            |            |           |           |           |                 |                 |                 |           |

#### Tabellone 5º/8º posto
|  | Semifinali | Semifinali  | Semifinali |         |             | Finale 5º posto | Finale 5º posto | Finale 5º posto |  |
|  |            |             |            |         |             |                 |                 |                 |  |
|  | B4         | Australia   | 2          |         |             |                 |                 |                 |  |
|  | B4         | Australia   | 2          |         |             |                 |                 |                 |  |
|  | A3         | Inghilterra | 6          |         |             |                 |                 |                 |  |
|  | A3         | Inghilterra | 6          |         | Inghilterra | Inghilterra     | 7               |                 |  |
|  |            |             |            |         | Inghilterra | Inghilterra     | 7               |                 |  |
|  |            |             | Brasile    | Brasile | 3           |                 |                 |                 |  |
|  | A4         | Egitto      | Brasile    | Brasile | 3           | 1               |                 |                 |  |
|  | A4         | Egitto      |            |         |             | 1               |                 |                 |  |
|  | B3         | Brasile     | 12         |         |             | Finale 7º posto | Finale 7º posto | Finale 7º posto |  |
|  | B3         | Brasile     | 12         |         |             |                 |                 |                 |  |
|  |            |             |            |         |             |                 |                 |                 |  |
|  |            |             |            |         |             | Australia       | Australia       | 5               |  |
|  |            |             |            |         |             | Australia       | Australia       | 5               |  |
|  |            |             |            |         |             | Egitto          | Egitto          | 4               |  |

## Challenger Cup

### Squadre partecipanti
| Squadra       | Confederazione | Qualificazione                     | Partecipazioni precedenti al torneo |
| ------------- | -------------- | ---------------------------------- | ----------------------------------- |
| Austria       | WS Europe      | 9ª al Campionato europeo 2018      | - (Esordiente)                      |
| Belgio        | WS Europe      | 11ª al Campionato europeo 2018     | - (Esordiente)                      |
| Cina          | WS Asia        | 7ª al Campionato asiatico 2018     | - (Esordiente)                      |
| Giappone      | WS Asia        | 3ª al Campionato asiatico 2018     | 1 (2017)                            |
| India         | WS Asia        | 4ª al Campionato asiatico 2018     | 1 (2017)                            |
| Macao         | WS Asia        | 3ª al Campionato asiatico 2018     | - (Esordiente)                      |
| Nuova Zelanda | WS Oceania     | 6ª al Campionato asiatico 2018     | 1 (2017)                            |
| Paesi Bassi   | WS Europe      | 10ª al Campionato europeo 2018     | - (Esordiente)                      |
| Stati Uniti   | WS America     | 5ª al Campionato panamericano 2018 | - (Esordiente)                      |
| Taipei cinese | WS Asia        | 5ª al Campionato asiatico 2018     | 1 (2017)                            |
| Uruguay       | WS America     | 6ª al Campionato panamericano 2018 | - (Esordiente)                      |

Nota bene: nella sezione "partecipazioni precedenti al torneo" le date in grassetto indicano la squadra che ha vinto quell'edizione del torneo

### Svolgimento del torneo

#### Prima fase

##### Girone A
| Pos. | Squadra       | Pt | G | V | N | P | GF | GS | DR  |
| ---- | ------------- | -- | - | - | - | - | -- | -- | --- |
| 1.   | Belgio        | 12 | 5 | 4 | 0 | 1 | 40 | 15 | +25 |
| 2.   | Uruguay       | 12 | 5 | 4 | 0 | 1 | 32 | 13 | +19 |
| 3.   | Austria       | 9  | 5 | 3 | 0 | 2 | 37 | 12 | +25 |
| 4.   | Giappone      | 9  | 5 | 3 | 0 | 2 | 20 | 29 | 0   |
| 5.   | Nuova Zelanda | 3  | 5 | 1 | 0 | 3 | 14 | 36 | -22 |
| 6.   | Taipei cinese | 0  | 5 | 0 | 0 | 5 | 13 | 60 | -47 |

##### Girone B
| Pos. | Squadra     | Pt | G | V | N | P | GF | GS  | DR   |
| ---- | ----------- | -- | - | - | - | - | -- | --- | ---- |
| 1.   | Paesi Bassi | 12 | 4 | 4 | 0 | 0 | 81 | 10  | +71  |
| 2.   | India       | 6  | 4 | 2 | 0 | 2 | 52 | 29  | +23  |
| 3.   | Stati Uniti | 6  | 4 | 2 | 0 | 2 | 41 | 21  | +20  |
| 4.   | Macao       | 6  | 4 | 2 | 0 | 2 | 35 | 39  | -4   |
| 5.   | Cina        | 0  | 4 | 0 | 0 | 4 | 2  | 112 | -110 |

#### Finale 17º-18º posto
| Data      | Ora | Gara   | Gara | Gara        |
| --------- | --- | ------ | ---- | ----------- |
| 13 luglio |     | Belgio | 0-8  | Paesi Bassi |

#### Finale 19º-20º posto
| Data      | Ora | Gara    | Gara | Gara  |
| --------- | --- | ------- | ---- | ----- |
| 13 luglio |     | Uruguay | 4-0  | India |

#### Finale 21º-22º posto
| Data      | Ora | Gara    | Gara | Gara        |
| --------- | --- | ------- | ---- | ----------- |
| 13 luglio |     | Austria | 10-4 | Stati Uniti |

#### Finale 23º-24º posto
| Data      | Ora | Gara     | Gara | Gara  |
| --------- | --- | -------- | ---- | ----- |
| 13 luglio |     | Giappone | 7-8  | Macao |

#### Finale 25º-26º posto
| Data      | Ora | Gara          | Gara | Gara |
| --------- | --- | ------------- | ---- | ---- |
| 13 luglio |     | Nuova Zelanda | 11-2 | Cina |

## Classifica finale
| Pos                | Squadra    |
| ------------------ | ---------- |
| World Championship |            |
| 1.                 | Portogallo |
| 2.                 | Argentina  |
| 3.                 | Spagna     |
| 4.                 | Francia    |
| 5.                 | Italia     |
| 6.                 | Angola     |
| 7.                 | Cile       |
| 8.                 | Colombia   |

| Pos                  | Squadra     |
| -------------------- | ----------- |
| Intercontinental Cup |             |
| 9.                   | Mozambico   |
| 10.                  | Andorra     |
| 11.                  | Svizzera    |
| 12.                  | Germania    |
| 13.                  | Inghilterra |
| 14.                  | Brasile     |
| 15.                  | Australia   |
| 16.                  | Egitto      |

| Pos            | Squadra       |
| -------------- | ------------- |
| Challenger Cup |               |
| 17.            | Paesi Bassi   |
| 18.            | Belgio        |
| 19.            | Uruguay       |
| 20.            | India         |
| 21.            | Austria       |
| 22.            | Stati Uniti   |
| 23.            | Macao         |
| 24.            | Giappone      |
| 25.            | Nuova Zelanda |
| 26.            | Cina          |
| 27.            | Taipei cinese |